# Beaulieu-en-Argonne
Beaulieu-en-Argonne é uma comuna francesa na região administrativa de Grande Leste, no departamento de Meuse. Estende-se por uma área de 29,56 km². Em 2010 a comuna tinha 39 habitantes (densidade: 1,3 hab./km²).